# Улица Уроша Тројановића (Београд)
| Улица Уроша Тројановића | Улица Уроша Тројановића |
| ----------------------- | ----------------------- |
|                         |                         |
| Општина                 | Звездара                |
| Почетак                 | Мите Ракића 13          |
| Дужина                  | 130 m                   |
| Ширина                  | 5 m                     |
| Створена                | 1940.године             |
|                         |                         |
|                         |                         |
| Улица ноћу              |                         |

Улица Уроша Тројановића се налази у Београду, припада Општини Звездара. Налази се близу Звездарске шуме и Новог Гробља. Улица се протеже од улице Мите Ракића 13 до Панчине улице. Дуга је 130 метара.

## Порекло назива улице
Улица носи име песника Уроша Тројановића. Он је познат по својој првој песми Бокешке ноћи која је изашла 1902. године у дубровачком листу "Срђ". Урош Тројановић је  због те песме ухапшен од стране аустријске полиције у Бечу и спроведен у Дубровник. Осим ове песме написао је још једну песму "Рат за српски језик и правопис". Али га је познатим песником учинила ипак песма Бокешке ноћи.

## Институције у близини
- Пошта
- Основна школа "1300 каплара"
- Техноарт, средња школа
- Медицинска школа

## Градске линије
Аутобуси који пролазе близу ове улице су 66, 65 и 74.